# Chochół (województwo warmińsko-mazurskie)
Chochół (niem. (Gut) Friedrichsfelde) – wieś w Polsce położona w województwie warmińsko-mazurskim, w powiecie szczycieńskim, w gminie Świętajno.
Przez miejscowość przebiega droga krajowa nr 53.
W latach 1975–1998 miejscowość administracyjnie należała do województwa olsztyńskiego.
Wieś założona w połowie XVIII w pośród lasów. W pobliżu wsi znajduje się cmentarzysko ciałopalne z wcześniejszego okresu.